# Juri Witaljewitsch Kalinin
Juri Witaljewitsch Kalinin (russisch Юрий Витальевич Калинин; * 20. Januar 1953 in Sortawala) ist ein ehemaliger sowjetischer Skispringer.

## Werdegang
Sein internationales Debüt gab Kalinin bei der Vierschanzentournee 1971/72. Bereits beim Auftaktspringen auf der Bergiselschanze in Innsbruck landete er überraschend auf dem fünften Platz. Nachdem er beim Neujahrsspringen auf der Großen Olympiaschanze in Garmisch-Partenkirchen auf den 16. Platz sprang, verpasste er auf der Schattenbergschanze in Oberstdorf nur knapp das Podium und wurde Vierter. Nach einem 21. Platz in Bischofshofen landete er in der Gesamtwertung mit 886,4 Punkten auf dem fünften Platz.
Bei den Olympischen Winterspielen 1972 in Sapporo startete er im Einzel von der Normalschanze und erreichte dabei den 20. Platz. Bei der im März erstmals ausgetragenen Skiflug-Weltmeisterschaft 1972 in Planica erreichte er den siebenten Platz.
Bei der im Dezember folgenden Vierschanzentournee 1972/73 verpasste er eine Wiederholung des Vorjahres. Am Ende belegte er nur Rang 33 in der Gesamtwertung und erreichte damit das schlechteste Gesamtergebnis seiner Karriere. Während der Tournee fand zudem in Oberstdorf auf der Heini-Klopfer-Skiflugschanze die zweite Skiflug-Weltmeisterschaft 1973 statt. Beim Sieg von Hans-Georg Aschenbach landete er auf dem sechsten Platz und konnte sich damit zum Vorjahr um einen Rang verbessern.
In die Vierschanzentournee 1973/74 startete Kalinin mit einem fünften Rang in Oberstdorf. In Garmisch-Partenkirchen enttäuschte er mit Platz 80, bevor er in Innsbruck auf Platz acht sprang. Nach Rang 37 in Bischofshofen auf der Paul-Außerleitner-Schanze konnte er in der Gesamtwertung den 22. Platz erreichen. Zur Vierschanzentournee 1974/75 konnte er sich noch einmal deutlich steigern. Zwar sprang er nicht konstant in allen Springen auf vordere Platzierungen, die schlechteste Platzierung war jedoch nur Rang 19 in Innsbruck. Die Tournee schloss er auf dem neunten Gesamtrang ab. Bei seiner letzten Vierschanzentournee 1975/76 reichte es jedoch erneut nur zum 23. Gesamtrang.
Bei den Olympischen Winterspielen 1976 in Innsbruck belegte Kalinin von der Normalschanze Rang 22 und von der Großschanze Rang 24.
Drei Jahre nach seiner letzten Tournee beendete Kalinin mit dem Start bei der Skiflug-Weltmeisterschaft 1979 in Planica seine aktive Skisprungkarriere. Wie bereits sechs Jahre zuvor wurde er wieder Sechster.

## Erfolge

### Vierschanzentournee-Platzierungen
| Saison  | Platz | Punkte |
| ------- | ----- | ------ |
| 1971/72 | 05.   | 886,4  |
| 1972/73 | 33.   | 763,7  |
| 1973/74 | 22.   | 825,2  |
| 1974/75 | 09.   | 821,7  |
| 1975/76 | 23.   | 767,3  |